# La lunga notte di Entebbe
La lunga notte di Entebbe è un film TV di produzione statunitense del 1976, diretto dal regista Marvin J. Chomsky che prende spunto dall'operazione Entebbe, avvenuta all'aeroporto della città ugandese tra il 3 ed il 4 luglio 1976. Si tratta di un film TV prodotto prontamente all'indomani degli eventi con attori noti dell'epoca. Nella versione originale la durata è di 150 minuti.

## Trama
Il 27 giugno 1976 un gruppo di quattro terroristi, due palestinesi e due tedeschi occidentali, dirotta un aereo francese di linea e lo fa atterrare ad Entebbe, in Uganda. Parte dei passeggeri vengono liberati, mentre vengono trattenuti come ostaggi quelli israeliani od ebrei. Il pilota francese e l'equipaggio rifiutano di abbandonare i passeggeri prigionieri. Una squadra speciale aviotrasportata dell'esercito israeliano giunge di notte nell'aeroporto africano, scarica da un aereo una Mercedes con cui i militari raggiungono l'edificio dove sono asserragliati i dirottatori, fingendo una visita improvvisa del dittatore ugandese Idi Amin Dada. Segue una sparatoria cui vengono eliminati i terroristi e trasbordati sui velivoli gli ostaggi.

## Distribuzione
In America, il film TV è stato trasmesso in televisione il 13 dicembre 1976, a pochi mesi dagli eventi. Nel resto del mondo è stato distribuito nelle sale cinematografiche.